# Mörsare

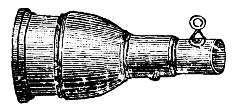
Svensk sexpundig handgranatmörsare konstruerad 1705

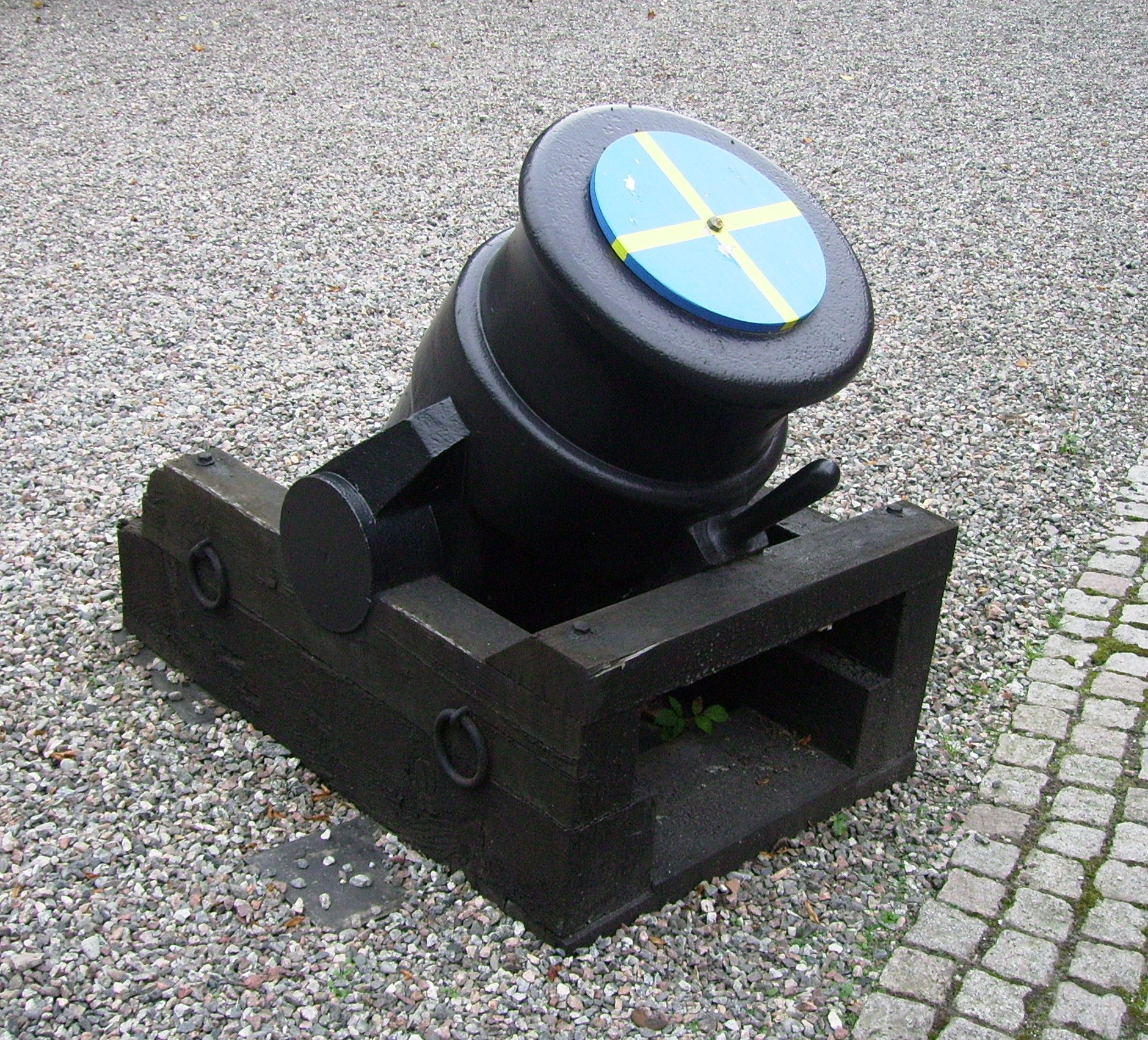
Mörsare vid Åkers styckebruk.

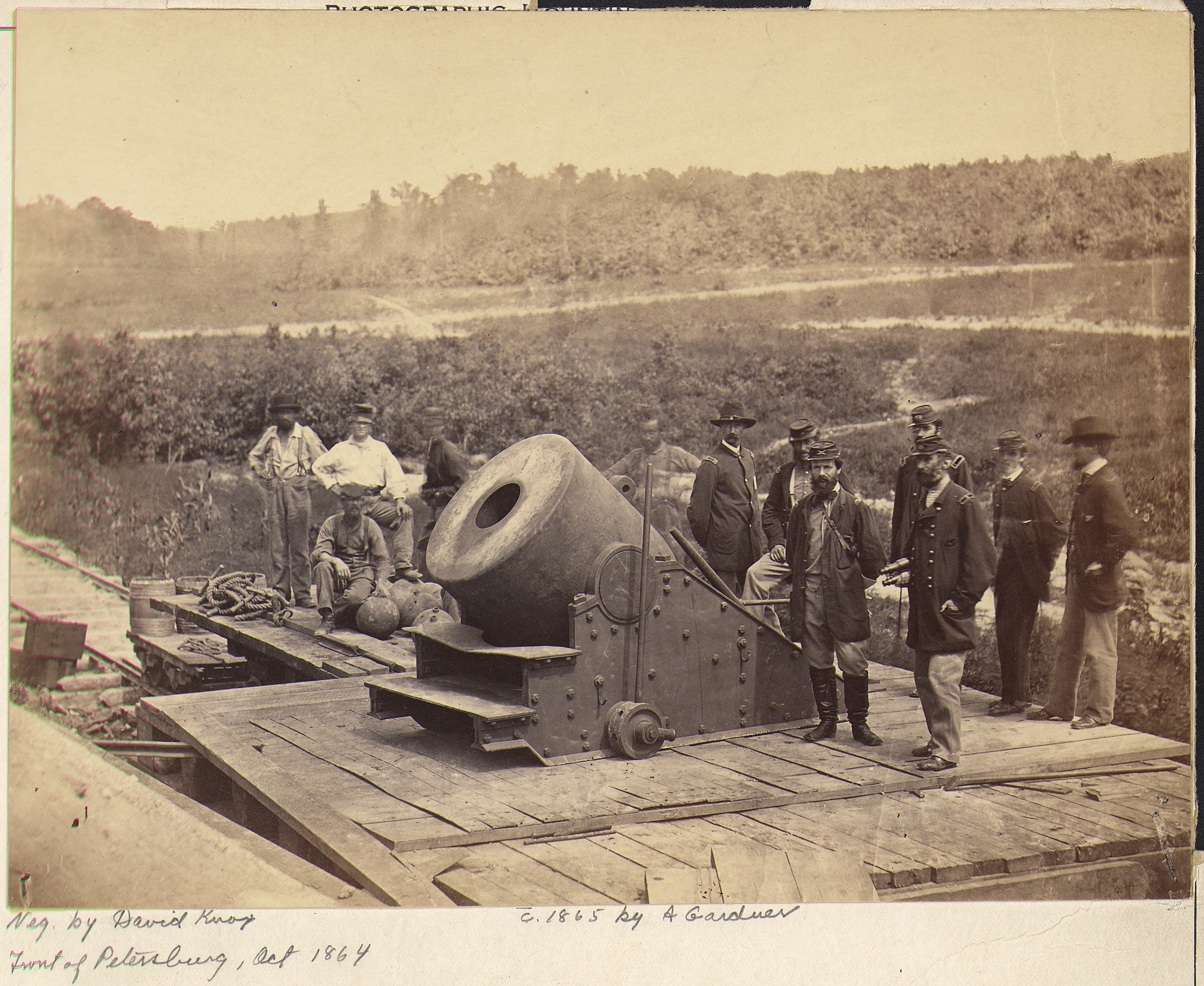
Amerikanska inbördeskrigets mörsare The Dictator användes 1864 vid belägringen av Petersburg, Virginia. Pjäsen sköt projektiler med 33 cm diameter och vikten 110 kg.

Mörsare (från tyskans mörser, ursprungligen från latinets mortarium, mortel) var en äldre typ av kortpipig artilleripjäs. De benämndes mortlar eller bombarder och var kastpjäser med höga projektilbanor.
De sköt projektilerna i starkt krökta banor med utgångsvinklar som var större än 45° och var avsedda att nå mål i skydd. Mörsare i fast vinkel kallades även fotmörsare där laddningen, och därigenom räckvidden, varierades genom olika mängd krut.
Granatkastaren kan ses som en modern efterföljare till mörsare, och på många språk används samma ord för båda vapentyperna.
Mörsare tillverkades i alla storlekar från små handmörsare till modeller som skjuter kulor med mer än en halv meters diameter. Äldre pjäser hade en eldrörslängd på endast 2,5–4 gånger kalibern, omkring år 1900 var längden 6–9 gånger kalibern.
De kunde skjuta brandbomber, spränggranater med eller utan extra splitter samt även homogena rundkulor i gjutjärn eller sten som enbart var avsedda att förstöra bebyggelse innanför försvarsmurar.